# 別拉亞河 (阿納德爾河支流)
別拉亞河是俄羅斯的河流，由楚科奇自治區負責管轄，屬於阿納德爾河的左支流，河道全長487公里，流域面積44,700平方公里，發源自阿納德爾高原，河水主要來自雨水和融雪。
66°30′00″N 173°25′01″E / 66.5°N 173.417°E